# Parc national de l'archipel d'Ekenäs
Le parc national de l'archipel d'Ekenäs (suédois : Ekenäs skärgårds nationalpark, finnois : Tammisaaren saariston kansallispuisto)  est un parc national de Finlande, dans la région d'Uusimaa.

## Géographie
C'est un parc largement marin (90 % de la superficie), regroupant de petites îles extérieures du golfe de Finlande, autour de l'île principale d'Älgö (4*3 km), et des îles plus petites de Mödermagan (800 * 200 m) et Jussarö (1,5 * 1 km). Les îles principales comptent des parties privées non classées et des sentiers de découverte.
C'est une destination privilégiée pour les Finlandais disposant de leur propre bateau. L'accès est plus difficile pour les autres, des excursions sont cependant organisées les week-ends d'été depuis Ekenäs. Il est également possible de rejoindre les îles en kayak (9 km depuis le point le plus proche accessible en voiture).
On peut y voir de nombreux oiseaux, des phoques, chevreuils et plus rarement des élans.
Les plus grandes îles sont sorties de l'eau par l'effet de l'isostasie dès avant l'époque viking. Älgö est mentionnée pour la première fois dans les années 1240. Jussarö a quant à elle été habitée des années 1800 aux années 1960, autour d'une petite mine de fer.